# Червоний дракон
«Червоний дракон» — роман американського письменника Томаса Гарріса, вперше опублікований у 1981 році. Роман знайомить читачів з головним героєм — доктором Ганнібалом Лектором, блискучим психіатром та серійним вбивцею-канібалом. По роману був знятий фільм, який був схвалений критиками і став культовим.
Після того як Гарріс написав продовження до роману — «Мовчання ягнят», в 1988 році (який перетворився у найуспішніший фільм в 1991 році), Червоний дракон знайшов нових читачів. Другий сиквел «Ганнібал», був опублікований в 1999 році і адаптований у фільм в 2001 році. В обох фільмах роль Ганнібала Лектора зіграв Ентоні Гопкінс, за яку він отримав Оскара за найкращу чоловічу роль в 1991 році. Через успіх другого і третього фільму, Червоний Дракон був перероблений у фільм режисера Бретта Ратнера в 2002 році, цього разу маючи назву оригінального роману і з Хопкінсом у ролі Лектора.
Назва відсилає до картини «The Great Red Dragon Paintings» Вільяма Блейка, а сам письменник згадує назву «The Great Red Dragon & The Woman Clothed With The Sun» описуючи при цьому іншу картину серії «The Great Red Dragon & The Woman Clothed In Sun».

## Сюжет
У 1978 році серійний вбивця, під псевдонімом «Зубна фея» таємно убивав, здавалось б, випадкові сім'ї протягом кількох місяців. Спочатку, він жорстоко убив сім'ю Джейкобів в Бірмінгемі, штат Алабама, то сімейство Лідс в Атланті, штат Джорджія. 2 дні після вбивства Лідсів, агент ФБР Джек Кроуфорд звернувся до свого протеже — Вільяма Грема, чудового спеціаліста, який затримав серійного вбивцю Ганібала Лектера 3 роки тому і пішов у відставку після того, як Ганібал мало його не вбив. Кроуфорд пішов у резиденцію Уіла, де благав його про поміч, після чого той неохоче погодився. Після перегляду кримінальних сцен Грем починає розуміти, що він повинен відвідати Лектера і просити його знайти Червоного Дракона.
«Червоний дракон», виявляється, працює у фірмі по обробці плівки для кінофільмів у Сант-Луї, взявши собі ім'я Френсіс Долархайд. Він є стурбованою особистістю та одержимий картиною відомого художника Вільяма Блейка «Великий Червоний Дракон та жінка, що одягнена у сонце». Долархайд не в змозі контролювати свої насильницькі, сексуальні позиви, і вважає, що вбивство людей-або «зміни» їх, як він це називає, дозволяють йому ближче наближатись до своєї альтернативної особисті, яку він називає «великий червоний дракон», запалившись домінуючим характером в живописі Блейка. Спогади показують, що його патологія зароджується ще з дитинства, від знущань його бабусі і нової сім'ї.
Під час того, як Грем розслідвав справу, його переслідує Фредді Лаунс — слизький репортер з таблоїда. Тим часом, Лектер де-факто сидить у тюрмі, а Фредерік Чілтон, виявляє секретну переписку між Лектером та Долархайдом, в якій Лектер забезпечує вбивцю домашньою адресою Грема. Дружина і пасинок Грема евакуйовані на віддалену ферму, що належить братові Кроуфорда. Грем намагається перехопити секретне спілкування без знання Лектера, але замість цього привертає увагу Фредді Лаундса.
Лаундсу стає відомо про листування і він намагається обдурити Грема у виявленні подробиці розслідування, видаючи себе за Червоного Дракона, але його задум виявили. Сподіваючись заманити червоного дракона в пастку, Грем дає Лаундсу інтерв'ю, в якому він свідомо характеризує вбивцю, як безсилого гомосексуала. Це бісить Долархайда і він викрадає Лаундса, змушує його відректися від звинувачення, відкушує йому губи і підпалює, залишивши його скалічене тіло за межами офісу його газети; Лаундс зрештою вмирає.
Приблизно в той же час, Долархайд закохується у свою сліпу співробітницю — Ребеку Маклейн, що конфліктує з його смертоносними спонуканнями. На початку відносин з Ребекою Долархайд пручається від Червоного Дракона та його «власності» над ним ; він іде в Бруклінський музей, б'є музейного секретаря до несвідомості, і з'їдає оригінальну акварель Блейка «Червоний Дракон».
Грем зрештою розуміє, що вбивця знав розташування будинків своїх жертв з їхніх домашніх відео, які були розроблені в тій же лабораторії обробки плівки. Робота Долархайда дає йому доступ до всіх домашніх відео, які проходять через компанію. Коли він бачить, що Грем розмовляє зі своїм босам, то починає розуміти, що вони полюють на нього і йде до Ребеки востаннє. Він зустрічає її розмовляючи зі співробітником, Ральфом Менді, який їй не подобається. Вважаючи, що Ребека йому невірить, Долархайд вбиває Менді. Він викрадає Ребеку і, привівши її в свій будинок, підпалює його. Він має намір убити її, а потім себе, але відчуває себе не спроможним стріляти в неї. Опісля Долархайд застрелився, Ребека тікає якраз перед тим, як будинок вибухає. Грем пізніше втішає її, кажучи їй, що з нею все добре і що доброта та любов, яку вона показала Долархайду, ймовірно, врятувала багато життів.
Виявляється, Долархайд не застрелився, а підкинув інше тіло поблиз бензоколонки, чоловіка, з яким він посварився, щоб організувати свою власну смерть. Долархайд атакує Грем в його будинку у Флориді, пронизує обличчя ножем, чим і спотворює Уіла. Дружина Грема, Моллі, смертельно стріляє в Долархайда.
Під час відновлення, Грему відправили лист від Лектера, який надіється, що з ним усе добре і він не сильно покалічений. Однак, Кроуфорд отримує лист першим і руйнує його. Грем згадує про візит, який він зробив до Шіло, на місці великого бою в Громадянській війні в США, незабаром після затримання (і в процесі вбивства) Гарретта Хоббса, серійного вбивці, якого він розслідував і на чиєму профілі він консультувався з Ганнібалом Лектером.

## Персонажі
- Уїлл Грем;
- Френсіс Долархайд;
- Джек Кроуфорд;
- Ганнібал Лектер;
- Фредді Лаунс;
- Ребека Маклейн;
- Ральф Менді;
- Моллі Грем;
- Віллі Грем.

## Походження
Червоний Дракон — другий роман Томаса Гарріса, після «Чорної неділі». В рамках свого дослідження для книги, він відвідував заняття і розмовляв з агентами групи ФБР Поведінкової науки в Квонтіко, штат Вірджинія, в кінці 1970-х років. Він дізнався про серійних вбивць та злочинців, роль ФБР в розслідуваннях їх історій. Після того як батько Томаса став невиліковно хворий, Гарріс залишився протягом вісімнадцяти місяців в ізольованому будинку мисливського типу, де й працював над книгою. Сільська місцевість допомогла йому звізуалізувати як характер Ганнібала Лектера так і вбивство в будинку Лідсів, зображених в історії. Книга присвячена його батькові.

## Адаптації
Перша екранізація роману вийшла в 1986 році під назвою «Мисливець на людей». Режисер і автор сценарію — Майкл Менн, роль агента Уілла Грема зіграв Вільям Пітерсен. Ганнібала Лектера зіграв Брайан Кокс.
У 1996 році театр «Chicago's Defiant Theatre» поставив версію для сцени. П'єсу написав Крістофер Джонсон. Внутрішній дракон Долархайда був одушевлена — його зіграв актор в гротескному костюмі.
Друга екранізація під однойменною назвою «Червоний дракон» вийшла в прокат в 2002 році. Бретт Ратнер зняв картину за сценарієм Теда Толлі (також написав сценарій до екранізації «Мовчання ягнят»), а Едвард Нортон і Ентоні Гопкінс виконали ролі Віла Ґрема і Ганнібала Лектера відповідно.
Роман також екранізований в телесеріалі «Ганнібал». Роль агента Віла Ґрема виконав Г'ю Денсі. Ганнібала Лектера зіграв Мадс Міккельсен.